# Нилов, Сергей Родионович
Серге́й Родио́нович Ни́лов (1894—1976) — участник Белого движения на Юге России, полковник Дроздовской артиллерийской бригады.

## Биография
Из крестьян Смоленской губернии. Образование получил в Смоленском Александровском реальном училище.
По окончании Константиновского артиллерийского училища 24 августа 1914 года произведен в подпоручики с зачислением по полевой легкой артиллерии, а 12 ноября 1914 года переведен в 61-ю артиллерийскую бригаду. Был ранен, за боевые отличия награжден всеми орденами до ордена Св. Владимира 4-й степени включительно. Произведен в поручики 12 февраля 1916 года, в штабс-капитаны — 3 октября 1916 года. С 20 июля 1917 года временно командовал 4-й батареей 61-й артиллерийской бригады. Произведен в капитаны 16 октября 1917 года.
С началом Гражданской войны, в декабре 1917 года капитан Нилов с группой офицеров 61-й артиллерийской бригады вступил в отряд полковника Дроздовского, формировавшийся на Румынском фронте. Участвовал в походе Яссы — Дон в составе 2-й роты Стрелкового полка. По прибытии в Добровольческую армию, в июне—октябре 1918 года командовал бронеавтомобилем «Верный». Затем был командиром 1-го броневого отряда, летом 1919 года — командир 3-го броневого отряда. Во время Новороссийской катастрофы распорядился утопить в Чёрном море бронеавтомобили своего отряда, дабы они не достались большевиками. В Русской армии с мая 1920 года был переведен в 7-ю батарею Дроздовской артиллерийской бригады. В октябре 1920 года был назначен командиром той же батареи, в каковой должности оставался до эвакуации Крыма. В последних боях был тяжело ранен. Полковник. Эвакуировался из Крыма на транспорте «Ялта».
В эмиграции некоторое время продолжал служить в рядах Дроздовского полка, расположившегося в Орхание, а затем перебрался во Францию. Окончил Высшие военно-научные курсы в Париже (6-й выпуск). С началом Второй мировой войны вступил во французскую армию, в 1939—1940 годах участвовал в боях с немецкой армией вплоть до капитуляции Франции. После Второй мировой войны остался в Париже, состоял почетным возглавляющим Объединение дроздовцев во Франции. Последние годы жизни провел в Доме русских военных инвалидов в Монморанси, где и скончался в 1976 году. Похоронен на дроздовском участке кладбища Сент-Женевьев-де-Буа. Был женат.

## Награды
- Орден Святой Анны 3-й ст. с мечами и бантом (ВП 12.06.1915)
- Орден Святого Станислава 3-й ст. с мечами и бантом (ВП 11.09.1915)
- Орден Святой Анны 4-й ст. с надписью «за храбрость» (ВП 19.10.1915)
- Орден Святого Владимира 4-й ст. с мечами и бантом (ВП 25.10.1916)
- Орден Святого Станислава 2-й ст. с мечами (ВП 18.11.1916)
- Медаль за поход Яссы-Дон